# Alfred Ottokar Lorenz
Alfred Ottokar Lorenz (* 11. Juli 1868 in Wien; † 20. November 1939 in München) war ein österreichisch-deutscher Musikwissenschaftler, Dirigent, Komponist und Musikanalytiker. Mit seinem Hauptwerk „Das Geheimnis der Form bei Richard Wagner“ versuchte er, einige der bekanntesten Opern Richard Wagners umfassend zu analysieren. Zu seiner Zeit galt er als der führende Experte für Wagner-Formen. In seinem Gedankengut spiegelt sich seine Sympathie für die Nazi-Ideologie wider und wurde erst kürzlich in der Wissenschaft diskreditiert.

## Leben

### Herkunft und Familie
Alfred Ottokar Lorenz wurde als Sohn des Historikers und Genealogen Ottokar Lorenz (1832–1904) und dessen Ehefrau Marie Lott (1839–1917) geboren. Sein älterer Bruder Richard (1863–1929) war Chemiker.
1902 heiratete er in Jena Marie Müller, Tochter des Wilhelm Müller (1832–1909) und der Marianne Fürbringer. Aus der Ehe stammte der Sohn Ottokar (1905–nach 1943), nationalsozialistischer Wirtschaftshistoriker und Funktionär der Hitlerjugend.

### Werdegang und Wirken
Lorenz studierte Musikwissenschaften an den Universitäten in Jena, Leipzig und Berlin, wo seine Lehrer Philipp Spitta und Rudolf Radecke waren.
Von 1888 bis 1890 fungierte er als Vorsitzender des Akademischen Wagner-Vereins.
Von 1893 an war er Solorepetitor und Theaterkapellmeister in Königsberg, Elberfeld und München. 1902 trat er als Solorepetitor bei den Bayreuther Festspielen auf.
Im Jahr 1898 berief Herzog Alfred von Sachsen-Coburg und Gotha Lorenz zum Zweiten Hofkapellmeister. 1904 wurde er Erster Hofkapellmeister und 1917 unter Herzog Carl Eduard Generalmusikdirektor; zugleich war er Dirigent der Musikvereine in Gotha (1901–1918) und Coburg (1907–1920). Er trat auch als Komponist dramatischer und symphonischer Werke, Kammermusik und Lieder hervor (1896 Helges Erwachen (Oper); 1893 Ingraben (dramatische Szene)). Von 1907 bis zu seinem Ende am Hoftheater wurde Wagners Ring der Nibelungen 17 Mal aufgeführt.
Im März 1920 wurde er vom Intendanten Anton Ludwig wegen Meinungsverschiedenheiten in Personalfragen entlassen.:S. 39
Danach studierte Lorenz erneut Musikwissenschaften in München bei Adolf Sandberger und in Frankfurt/Main bei Moritz Bauer, bei dem er 1922 zum Dr. phil. promoviert wurde. 1923 erhielt er an der Münchener Universität einen Lehrauftrag in Musiktheorie und wurde dort 1926 Honorarprofessor für Musikwissenschaften. Nach der Machtergreifung 1933 bekam er einen besoldeten Lehrauftrag.:S. 46 Seit 1938 leitete er auch die Musikabteilung der Deutschen Akademie in München.

### Politische Betätigung und Verhältnis zum Nationalsozialismus
Von 1912 bis 1921 war er Mitglied im Deutschbund, eine im Kaiserreich gebildete rassistische und antisemitische Organisation.
Mit seinen Aufsätzen „Musikwissenschaft und Ahnenforschung“, „Musikwissenschaft und die Judenfrage“, „Musikwissenschaft und Erbbiologie“, sowie auch „Die Tonkunst grüßt den Führer!“ brachte er sein nationalsozialistisches Gedankengut deutlich zum Ausdruck. Möglicherweise wurde er durch das Wirken seines Vaters beeinflusst. 
Er trat zum 1. Dezember 1931 in die NSDAP ein (Mitgliedsnummer 724.866) und war der einzige Professor an der Münchener Universität, der vor Hitlers Machtergreifung Parteimitglied wurde.

### Werke (Auswahl)
- Das Geheimnis der Form bei R. Wagner, 4 Bände, 1924–33
- A. Scarlattis Jugendoper,  ein Beitrag. zur Geschichte der italienischen Oper, 1927
- Abendländische Musikgeschichte im Rhythmus der Generationen 1928